# Китайские числительные
Китайские числительные (кит. трад. 數字, упр. 数字, пиньинь shùzì «число, цифра») — традиционный способ записи чисел в китайской письменности. Также используется в других языках, письменность которых использует китайские символы (японский, корейский).

## Современное значение
Хотя в повседневном использовании китайские числа постепенно вытесняются арабскими цифрами, тем не менее, они продолжают широко применяться.
Существует два набора символов — обычная запись для повседневного использования и формальная запись (кит. трад. 大写, пиньинь dàxiě), используемая в финансовом контексте, например, для заполнения чеков. Более сложные по форме символы, используемые в формальной записи, затрудняют подделку: в европейских странах с той же целью используется сумма прописью.
| Значение | Обычная запись           | Формальная запись        | Пиньинь | Палладий |
| -------- | ------------------------ | ------------------------ | ------- | -------- |
| 0        | 零/〇                    | 零                       | líng    | лин      |
| 1        | 一                       | 壹                       | yī      | и        |
| 2        | 二1                      | трад. 貳, упр.贰         | èr      | эр       |
| 3        | 三                       | 叁                       | sān     | сань     |
| 4        | 四                       | 肆                       | sì      | сы       |
| 5        | 五                       | 伍                       | wǔ      | у        |
| 6        | 六                       | трад. 陸, упр. 陆        | liù     | лю       |
| 7        | 七                       | 柒                       | qī      | ци       |
| 8        | 八                       | 捌                       | bā      | ба       |
| 9        | 九                       | 玖                       | jiǔ     | цзю      |
| 10       | 十                       | 拾                       | shí     | ши       |
| 20       | 廿                       | 念                       | niàn    | нянь     |
| 30       | 卅                       | 叁拾                     | sà      | са       |
| 40       | 卌                       | 肆拾                     | xì      | си       |
| 100      | 百                       | 佰                       | bǎi     | бай      |
| 200      | 皕                       | 贰佰                     | bì      | би       |
| 1000     | 千                       | 仟                       | qiān    | цянь     |
| 10 000   | трад. 萬, упр. 万        | трад. 萬, упр. 万        | wàn     | вань     |
| 108      | трад. 億, упр. 亿        | трад. 億, упр. 亿        | yì      | и        |
| 1012     | 兆 (Тайвань)² 万亿 (КНР) | 兆 (Тайвань)² 万亿 (КНР) | zhào    | чжао     |

Примечания:
1. В большинстве случаев символ «二» используется только для обозначения самого числа 2, а в контексте со счётными словами вместо него используется кит. трад. 兩, упр. 两, пиньинь liǎng, например, 2000 — «兩千», 20 000 — «兩萬».
2. Символ «兆» («zhào») обозначает также десятичную приставку мега-, например, «兆赫» («zhàohè») — «мегагерц».
3. В современном китайском для обозначения чисел 20, 30, 40, 200 соответственно вместо «廿», «卅», «卌», «皕» обычно используются «二十», «三十», «四十», «二百».

## Использование
- Цифра умножается на идущую за ней степень десятки:

600 = 6 × 100: «六百»
- Идущие подряд группы складываются:

97 375 = 9 × 10 000 + 7 × 1000 + 3 x 100 + 7 x 10 + 5: «九萬七千三百七十五»
- Большие числа разбиваются на группы по четыре цифры:

123 456 789 = 1 2345 6789 = 1 × 108 + 2345 × 104 + 6789:
трад. «一億二千三百四十五萬六千七百八十九»
упр. «一亿二千三百四十五万六千七百八十九»
- Последнюю степень десятки указывать необязательно, если в середине не встречаются нули

«二百三 = 二百三十»: 230
«九萬七千三 = 九萬七千三百»: 97300
- Если между значащими цифрами встречается один или несколько нулей, они обозначаются символом «〇» (но только одним). Нули в конце числа не пишутся.

303: «三百〇三»
10 040: «一萬〇四十»
- Для записей чисел от 10 до 19 единица перед символом десятков не пишется (в обычной, но не в формальной записи):

12: «十二»
- Для записи числа 20 вместо полного написания «二十» часто используется сокращённый символ «廿». Символ «卅» для числа 30 используется в календарях.

## Большие числа
Для записи больших чисел в древнем Китае использовались четыре различные системы:
| Система | 億/亿 (yì) | 兆 (zhào) | 京 (jīng) | 垓 (gāi) | 秭 (zǐ) | 穰 (ráng) | 溝 (gōu) | 澗 (jiàn) | 正 (zhèng) | 載 (zǎi) | 極 (jí) | Принцип                                                |
| ------- | ---------- | --------- | --------- | -------- | ------- | --------- | -------- | --------- | ---------- | -------- | ------- | ------------------------------------------------------ |
| 1       | 105        | 106       | 107       | 108      | 109     | 10        | 1011     | 1012      | 1013       | 1014     | 1015    | Каждое следующее число больше предыдущего в 10 раз     |
| 2       | 108        | 1012      | 1016      | 1020     | 1024    | 1028      | 1032     | 1036      | 1040       | 1044     | 1048    | Каждое следующее число больше предыдущего в 10 000 раз |
| 3       | 108        | 1016      | 1024      | 1032     | 1040    | 1048      | 1056     | 1064      | 1072       | 1080     | 1088    | Каждое следующее число больше предыдущего в 108 раз    |
| 4       | 108        | 1016      | 1032      | 1064     | 10128   | 10256     | 10512    | 101024    | 102048     | 104096   | 108192  | Каждое следующее число является квадратом предыдущего  |

Первая система является, по-видимому, самой древней. Сейчас повсеместно используется вторая система, но большинство людей не знают символов, больших «兆».